# Zacualpan
Zacualpan é um município do estado de México, no México.